# 埃塞克斯 (愛荷華州)
埃塞克斯（英語：Essex）是一個位於美國愛荷華州佩奇縣的城市。

## 地理
埃塞克斯的座標為40°49′59″N 95°18′59″W / 40.83306°N 95.31639°W，而該地的平均海拔高度為302米（即991英尺）。

## 人口
根據2010年美國人口普查的數據，埃塞克斯的面積為3.91平方千米，當中陸地面積為3.91平方千米，而水域面積為0.00平方千米。當地共有人口798人，而人口密度為每平方千米204人。